# الکتون (مریلند)
الکتون (به انگلیسی: Elkton) شهری در ایالت مریلند کشور ایالات متحده آمریکا است که جمعیت آن در سرشماری سال ۲۰۱۰ میلادی، ۱۵٬۴۴۳ نفر بوده‌است.